# Steve Potts (Fußballspieler)
Steven John Potts (* 7. Mai 1967 in Hartford, Connecticut, USA) ist ein ehemaliger englischer Fußballspieler. Er wird hauptsächlich mit dem Premier-League-Verein West Ham United in Verbindung gebracht.
Sein Sohn Daniel ist ebenfalls Fußballprofi.